# Comté de Gates
Le comté de Gates est un comté de la Caroline du Nord. Son siège est la ville de Gatesville.
Il se trouve au nord de l'État en bordure de la frontière avec la Virginie.

## Communautés

### Town
- Gatesville

### Census-designated place
- Sunbury

### Secteurs non constitués en municipalités
Eason Crossroads ; Eure ; Hoflers Fork ; Gates ; Mintonville ; Selwin ; Tarheel.

## Démographie
| 1790  | 1800  | 1810  | 1820  | 1830  | 1840  |
| ----- | ----- | ----- | ----- | ----- | ----- |
| 5 386 | 5 881 | 5 965 | 6 837 | 7 866 | 8 161 |

| 1850  | 1860  | 1870  | 1880  | 1890   | 1900   |
| ----- | ----- | ----- | ----- | ------ | ------ |
| 8 426 | 8 443 | 7 724 | 8 897 | 10 252 | 10 413 |

| 1910   | 1920   | 1930   | 1940   | 1950  | 1960  |
| ------ | ------ | ------ | ------ | ----- | ----- |
| 10 455 | 10 537 | 10 551 | 10 060 | 9 555 | 9 254 |

| 1970  | 1980  | 1990  | 2000   | 2010   | - |
| ----- | ----- | ----- | ------ | ------ | - |
| 8 524 | 8 875 | 9 305 | 10 516 | 12 197 | - |